# Иванишевич, Йово

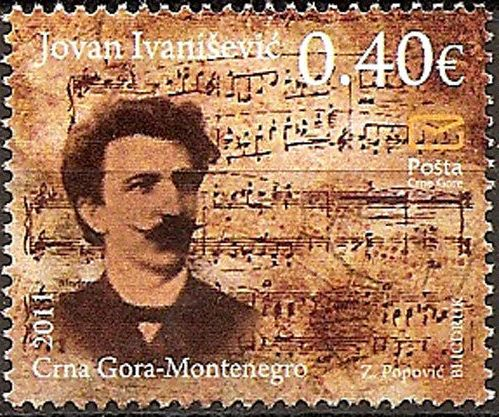
Йово Иванишевич на почтовой марке Черногории 2011 года

Йово (Йован) Джуров Иванишевич (серб. Јово Иванишевић / Jovo Ivanišević; год рождения-неизвестен, вероятно 1861 — 1889) — черногорский композитор. Автор музыки двух черногорских гимнов — Княжества Черногория (с 1852) и Королевства Черногория (с 1910) «Убавој нам Црној Гори» (Наша прекрасная Черногория).
Родился в Дони Край возле Цетине Черногория).
Учился в Пражской консерватории. Талантливый музыкант и композитор.
Умер в 1889 году. Будучи студентом, во время катания на коньках на р. Влтаве провалился под лëд и утонул.